# Газетная марка

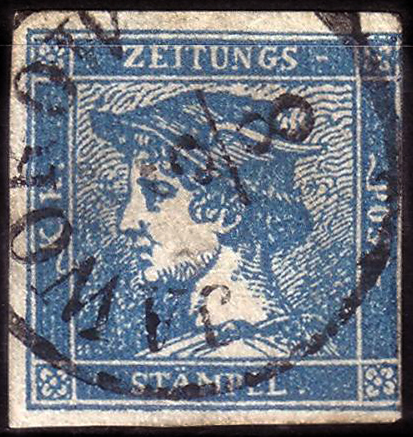
«Синий Меркурий» — первая газетная марка, изданная в Австрии (1851)

Газе́тные ма́рки — специальные почтовые марки, выпускавшиеся рядом стран для оплаты пересылки газет. Наклеивались на отдельные экземпляры или на упакованные пачки газет, пересылаемые почтой. Гасились обычными календарными почтовыми штемпелями, а также типографским газетным набором (наклеивались на чистые листы бумаги, на которые затем печатались газеты).

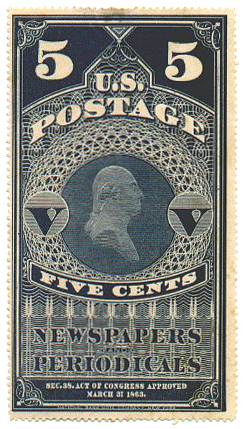
Газетная марка США, 5 центов (1865—1875)

## Причины появления
Появление газетных марок было обусловлено недовольством газетных издателей. Дело в том, что почта рассматривала доставку газеты как обычное почтовое отправление и требовала не только наклейки на каждую газету бандерольной бумаги, но и оплату доставки маркой. Этот порядок обходился издателям настолько дорого, что они в ряде случаев предпочитали иметь при издательствах собственных разносчиков газет. Выход был найден в 1851 году, когда в Австрии были выпущены первые специальные марки, получившие название газетных. Фискальные марки сборов с газет появились в Бельгии ещё раньше — в 1848 году. Они соответствовали более дешёвому тарифу и продавались только издателям.

## История и распространение
Первая такая серия, созданная по эскизу Иозефа Аксманна, состояла из трёх марок синего, жёлтого и розового цветов без обозначения номиналов с изображением головы Меркурия — покровителя торговли. Отсутствие номинала имело преимущество в том, что марки можно было использовать также в Ломбардии и Венеции, где была иная валюта.

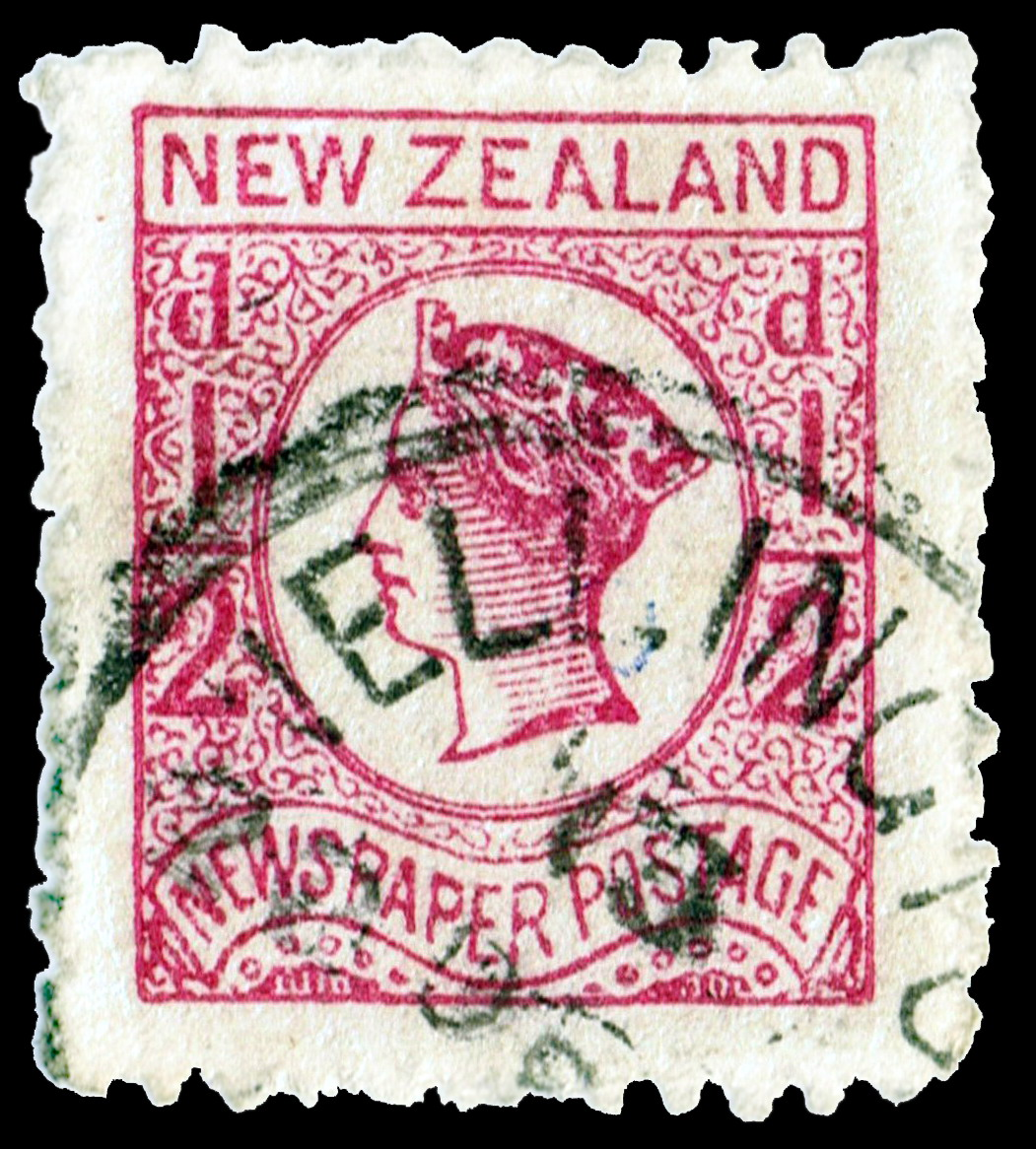
Газетная марка Новой Зеландии, ½ пенни (1873)

Голубым «Меркурием» оплачивался почтовый сбор за пересылку одной газеты, жёлтым — десяти газет и розовым — пятидесяти. Марки мелких номиналов наклеивались прямо на газеты, а крупных — на тюки и гасились обычными почтовыми штемпелями. Довольно быстро выяснилось, что на практике используется почти только один голубой, так как подписчику обычно высылалась лишь одна газета. Почтовая администрация Австрии была вынуждена в связи с этим уже в 1852 году изменить назначение розового «Меркурия» и начала распространять её по номиналу голубого. Через некоторое время подобная же участь постигла и жёлтого «Меркурия». В 1856 году обе эти марки были изъяты из обращения и выпущена новая марка — коричнево-красного цвета — красный «Меркурий». Она имела хождение до 31 декабря 1858 года, после изъятия её из обращения все остатки были сожжены.
В настоящее время газетные марки являются редкостью. Это объясняется тем, что обычно либо адресат, либо почта вскрывая обёртку, в которую была запакована газета, уничтожали её вместе с погашенными марками. Отдельные газеты с наклеенными марками также по прочтении выбрасывались. Существует много подделок этих марок. Марки первых австрийских выпусков с Меркурием были отпечатаны в следующих количествах:
| Название марки                    | Тираж    | Сохранилось гашёных | Из них на обрывках газет | Из них на целых газетах |
| --------------------------------- | -------- | ------------------- | ------------------------ | ----------------------- |
| «Синий Меркурий» (6/10 крейцеров) | 135 млн  | 45 тыс.             | 4526                     | 905                     |
| «Жёлтый Меркурий» (6 крейцеров)   | 720 тыс. | 240                 | 24                       | 10                      |
| «Розовый Меркурий» (30 крейцеров) | 240 тыс. | 80                  | —                        | —                       |
| «Красный Меркурий» (6 крейцеров)  | 120 тыс. | 7                   | —                        | —                       |

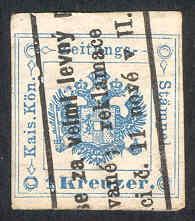
Газетная марка Австро-Венгрии (1877), погашенная типографским набором (чешский язык)

Рассказ о редком квартблоке чистых марок «Розовый Меркурий» лёг в основу одноимённой книги чехословацкого писателя Франтишека Лангера (1888—1965). Газетные марки в Австрии просуществовали более 100 лет.

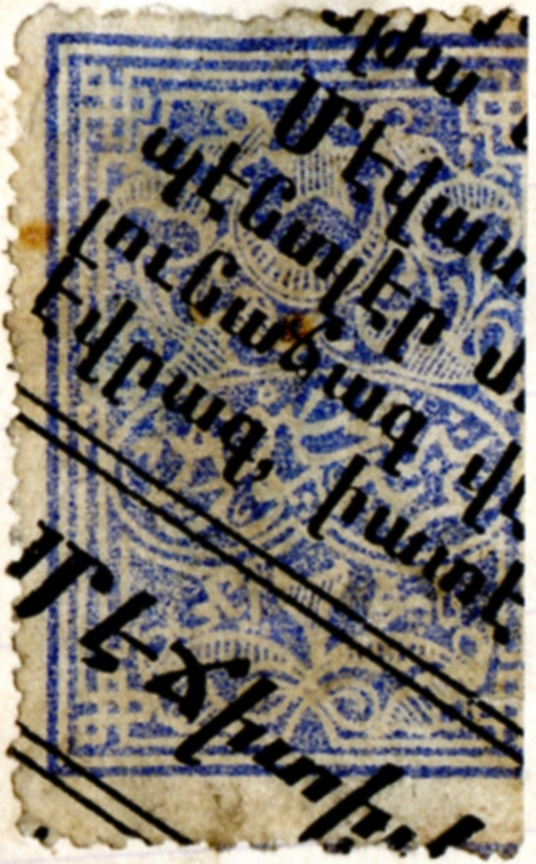
Газетная марка Османской империи, погашенная типографским набором (армянский язык)

В 1865 году в США были выпущены газетные марки огромного размера (51 × 95 мм). Помимо размера, способ гашения этих марок также один из курьёзов в истории филателии. Их штемпелевали кисточкой, которую макали в чернила, при этом сильно страдал рисунок. Изображённые на марках портреты Джорджа Вашингтона, Бенджамина Франклина и Авраама Линкольна едва различимы между чернильными мазками. В 1875 году их изъяли из обращения и заменили марками нормального формата. Газетные марки выпускали США вплоть до 1897 года. Среди них есть марки с очень высоким номиналом, доходящим до 100 долларов.

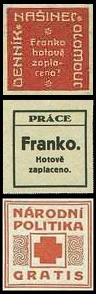
Газетные марки Чехословакии (1918)

К чрезвычайно интересным и редким относятся газетные марки, выпущенные в 1918 году в Чехословакии частными издателями газет. Они появились благодаря тому, что официальных газетных марок заново организуемой почты Чехословакии ещё не существовало. В создавшейся ситуации почтовая администрация разрешила частные выпуски марок. Как правило, они содержали очень примитивный рисунок и название газеты. Отдельные издатели газет «печатали» их даже на пишущих машинках. Известны, в частности, марки газет «Národní politika» и «Našiĕc». Упоминания о них можно найти только в специальных трудах и каталогах.
Так, например, «Монография чехословацких марок», изданная на чешском языке в 1968 году, приводит перечень из 22 различных марок (наклеек), выпущенных редакциями газет. Частные марки были в обращении очень непродолжительное время, так как в том же 1918 году начали выпускать официальные газетные марки, которые действовали вплоть до оккупации страны в 1939 году. Таким образом, Чехословакия относится к немногим странам, где газетные марки оставались в обращении длительное время.

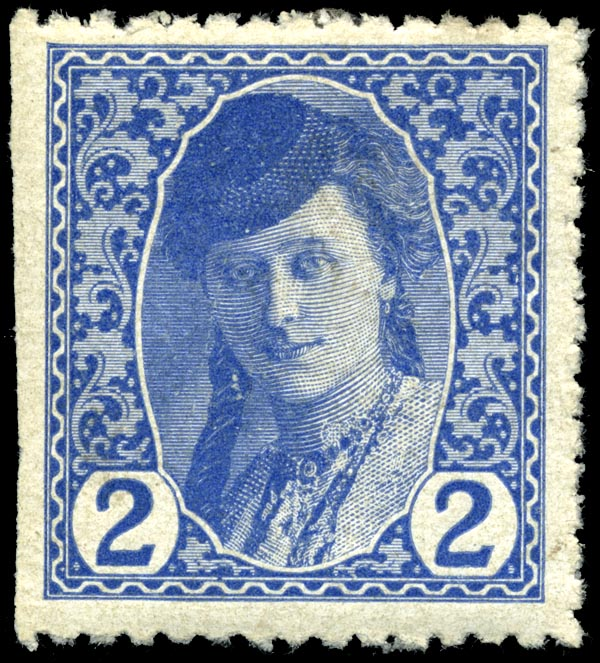
Газетная марка Боснии, 2 геллера (1913)

Газетные марки применялись также в Бельгии, Аргентине, Нидерландах, Сербии, Новой Зеландии и некоторых других странах. В России роль газетных марок играли полоски бандерольной бумаги с напечатанной маркой достоинством в одну копейку. Бандероли применялись также в Австралии и других странах.
Последняя газетная марка вышла в 1954 году в той же Австрии, и на ней также запечатлена голова Меркурия.

## Виды газетных марок
Различаются следующие виды газетных марок:
- Доставочные. К доставочным относятся газетные марки, предназначенные для оплаты пересылки газет в пределах одного почтового учреждения. Издатель газет сдавал их в почтовое учреждение, которое доставляло их адресатам в пределах одного и того же района. Выпуск доставочных газетных марок осуществлялся в Австрии в 1880—1899 годах.[4]

- Налоговые. Такие марки служили для оплаты налога за печатание и пересылку газет. Их наклеивали на лист газетной бумаги, при этом часто они гасились газетным типографским набором или особыми газетными налоговыми штемпелями. Налоговые газетные марки выпускались в XIX веке в Австрии, Венгрии, Франции, некоторых итальянских государствах и в других странах. Иногда они применялись для оплаты сбора за получение иностранных газет. С формальной точки зрения эти марки не являются знаками почтовой оплаты, но считаются специальными объектами филателистического коллекционирования. Особый интерес представляют наклеенными на целых газетах или вырезках из них.[5]

- Расчётные. Они предназначались для оплаты пересылки партий газет и выполняли роль оплаченных квитанций, наклеиваясь не на сами почтовые отправления с газетами, а на сопровождающие их накладные. В этом заключается их отличие от обычных газетных марок. Такие марки эмитировались, например, в США (1875—1898), Аргентине (1892—1925) и некоторых других странах.[6][7]